# Glibenclamid
Glibenclamid ist eine chemische Verbindung aus der Gruppe der Sulfonylharnstoffe, die in der Medizin als Antidiabetikum eingesetzt wird. Es ist oral wirksam und bewirkt eine erhöhte Insulinfreisetzung aus den β-Zellen der Bauchspeicheldrüse.
Wenn es gelingt, den Blutzucker effektiv zu senken, wird auch mit Glibenclamid das Risiko für die Spätfolgen eines Diabetes mellitus gesenkt. Wegen der unerwünschten Wirkungen gilt jedoch heute Metformin als Wirkstoff der ersten Wahl, das aber auch mit Glibenclamid kombiniert werden kann.

## Indikation
Glibenclamid ist angezeigt bei nicht insulinabhängigem Diabetes mellitus Typ 2, wenn andere Maßnahmen wie Diät, Gewichtsreduktion und körperliche Aktivität nicht zu einer ausreichenden Einstellung des Blutzuckers geführt haben.

## Wirkprinzip
Wie andere Sulfonylharnstoffe blockiert Glibenclamid Kaliumkanäle in den β-Zellen und hemmt damit den Ausstrom dieser Ionen. Dadurch kommt es zu einer Depolarisation und damit zur Öffnung spannungsgesteuerter Calciumkanäle; Calciumionen strömen vermehrt in die Zelle. Dadurch werden Enzyme aktiviert, die die Insulinfreisetzung bewirken. Damit Glibenclamid wirken kann, muss also eine körpereigene Fähigkeit zur Insulinsekretion vorhanden sein.

## Unerwünschte Wirkungen
Die blutzuckersenkende Wirkung von Glibenclamid setzt rasch ein und kann bis zu 24 Stunden anhalten. Diesem Umstand ist bei der Dosierung und bei der Kontrolle des Blutzuckerspiegels Rechnung zu tragen, da eine relative Überdosierung (etwa bei unregelmäßiger Nahrungsaufnahme) zu einer Hypoglykämie führen kann. Gefürchtet ist das hypoglykämische Koma (umgangssprachlich „hypoglykämischer Schock“ oder „Zuckerschock“).
Problematisch ist die Gewichtsnormalisierung übergewichtiger Diabetiker, da Glibenclamid eine appetitanregende Wirkung (Insulinfreisetzung) besitzt.
Glibenclamid beeinträchtigt das ischämische Preconditioning am Herzmuskel, was zu ausgedehnteren Herzinfarkten bei Unterbrechung der myokardialen Sauerstoffversorgung führen kann. Andererseits wurden auch kardioprotektive Effekte wie eine antiarrhythmische Wirkung beschrieben.

## Gegenanzeigen
Unter anderem bei schwerer Niereninsuffizienz und bei schweren Leberfunktionsstörungen ist Glibenclamid kontraindiziert.

## Neonataler Diabetes
Im Mai 2018 wurde Glibenclamid unter dem Namen Amglidia (Firma AMMTek) in der EU für die Behandlung des neonatalen Diabetes bei Neugeborenen, Säuglingen und Kindern, einer seltenen Krankheit, zugelassenen. Für diese Patientengruppe liegt das Medikament als oral verabreichbare Suspension vor (0,6 mg/ml oder 6 mg/ml), die mit einer Applikationsspritze dosiert wird.

## Trivia
Die als „schwarze Witwe“ in die österreichische Kriminalgeschichte eingegangene Elfriede Blauensteiner verwendete für ihre Morde unter anderem Euglucon (Glibenclamid-Tabletten).

## Handelsnamen
Monopräparate

Amglidia (EU), Daonil (A, CH), Euglucon N (D, A), Gliben CT (D), Glibenorm (CH), Glibesifar (CH), Glucobene (A), Normoglucon (A), Maninil (D), Melix (CH), Semi-Daonil (CH), Semi-Euglucon (D), zahlreiche Generika (D, A, CH)

Kombinationspräparate

Glucovance (A)